# Ūla (přítok Merkysu)
Ūla, v horním toku, na území Běloruska nazývaná Пеляса [Pěljasa] (bělorusky) nebo litevsky Pelesa (v oblasti horního toku v Bělorusku je značné procento litevského obyvatelstva), je řeka v Bělorusku a v Litvě, v Dzūkiji, v okrese Varėna, levý přítok Merkysu, do kterého se vlévá 21,8 km od jeho ústí do Němenu. Protéká (25 km) Dzūkijským národním parkem. Značná část toku prochází rozsáhlým lesním masívem jménem Gudų giria (Les/prales Bělorusů (Gudas=obyvatel Běloruska)).

## Průběh toku
Ūla pramení pod názvem Pelesa v Bělorusku, 4 km jih od vsi Pěljasa, (Hrodenská oblast, okres Voranava), v katastru vsi Trajhi. Teče zpočátku směrem jihovýchodním, ale u vsi Hradauščyzna se obrací (k severu) přesně do protisměru, pokračuje rovnoběžně v blízkosti s počátkem toku, dále na západ od vsi Pěljasa se stáčí na západ, po 4,5 km opět na severozápad, míjí od severu městys Pravaža, stáčí se mírným obloukem na západ a po 4 km tvoří hranici s Litvou v délce asi 2 km. Teprve od tohoto místa dostává název Ūla. Za tímto hraničním úsekem vtéká na území Litvy, kde vzápětí tvoří bifurkaci - rozděluje se na řeky Ūla a Katra (podrobnější popis situace viz v článku Katra). Dále se Ūla klikatí ve směru západoseverozápadním až k obci Krokškys, kde se stáčí do směru celkově východoseverovýchodního, protéká jezerem Ūla a u obce Rudnia se opět stáčí do směru celkově západoseverozápadního, který udržuje až do soutoku s Merkysem. Za obcí Zervynos se řeka prodírá mezi navátými dunami písku.

## Přítoky
- Levé:

| Hydrologické pořadí | Řeka     | Délka (km) | Povodí (km²) | Vzdálenost od ústí (km) | Ústí kde              | Koordináty ústí |
| ------------------- | -------- | ---------- | ------------ | ----------------------- | --------------------- | --------------- |
| 11010552            | Lučka    | 13,3       | 53,7         | 72,0                    | Padziejki (Bělorusko) |                 |
| 11010557            | ŪP - 3   | 6,6        | 12,2         | 64,5                    |                       |                 |
| 11010558            | ŪP - 1   | 3,6        | 6,8          | 61,1                    |                       |                 |
| 11010559            | Katra    | 109        | 2010         | 52,5                    | Dubičiai              |                 |
| 11010565            | Lynupis  | 3,6        | 32,6         | 42,5                    | Krokšlys              |                 |
| 11010569            | Pavilnis | 4,2        | 4,6          | 19,7                    | Zervynos              |                 |

- Pravé:

| Hydrologické pořadí | Řeka                | Délka (km) | Povodí (km²) | Vzdálenost od ústí (km) | Ústí kde            | Koordináty ústí |
| ------------------- | ------------------- | ---------- | ------------ | ----------------------- | ------------------- | --------------- |
| 11010551            | Bartašunka          | 8,0        | 37,2         | 79,8                    | Lalušy (Bělorusko)  |                 |
| 11010555            | Nočia               | 24,6       | 122,7        | 65,7                    | Pravaža (Bělorusko) |                 |
| 11010563            | Kaniavėlė           | 14,6       | 38,7         | 52,0                    | Margiai             |                 |
| 11010566            | Sienyčia (Sienyžia) | 5,7        | 7,9          | 37,5                    | Rudnia              |                 |
| 11010567            | Mazupis             | 11,2       | 20,6         | 34,0                    | Kašėtos             |                 |
| 11010568            | Uosupis             | 19,8       | 77,8         | 27,9                    | Pauosupė            |                 |
| 11010571            | ŪP - 2              | 2,2        | 2,8          | 14,4                    | Mančiagirė          |                 |

## Obce při řece
- v Bělorusku: Trajhi, Hradauščyzna, Pavałoka, Surkanty, Pěljasa, Lalušy, Pravaža.
- v Litvě: Mantotai, Dubičiai, Margiai, Karaviškės, Krokšlys, Rudnia, Kašėtos, Pauosupė, Zervynos, Mančiagirė, Žiūrai, Trakiškiai, Paūliai.

### Další objekty při řece
- Hradiště Dubičių piliakalnis, bludný balvan, vodní mlýn u Dubičiai, Puntukas, oko Ūlos akis - jezírko/studánka na levém břehu řeky, kopec Trakiškių kalvagūbris.

## Turistické využití
Řeka je velmi oblíbená vodáky. Při plavbě od vsi Pauosupė níže je třeba mít povolení z Dzūkijského národního parku.

## Použití názvu Ūla
Podle názvu řeky se používá i vlastní jméno (lidí) Ūla. Tento název používají i různé folklorní kolektivy i jiné organizace.